# Sons of Anarchy (5.ª temporada)
A quinta temporada de Sons of Anarchy, uma série dramática de televisão dos Estados Unidos, estreou em 11 de setembro de 2012 e terminou em 4 de dezembro de 2012, com 13 episódios exibidos no canal FX. Criada por Kurt Sutter, a série se passa em Charming, uma cidade fictícia no Vale Central da Califórnia, e acompanha a vida de um clube de motociclistas fora da lei. O protagonista Jackson "Jax" Teller, interpretado por Charlie Hunnam, é o presidente do clube, que começa a questionar o clube e a si mesmo após as mortes de vários membros do SAMCRO pelas mãos do ex-presidente do clube, Clay Morrow (Ron Perlman).
Sons of Anarchy é a história da família Teller-Morrow de Charming, Califórnia, bem como de outros membros do Sons of Anarchy Motorcycle Club Redwood Original (SAMCRO), suas famílias, vários moradores de Charming, gangues aliadas e rivais, associados, e agências legais que minam ou apóiam os empreendimentos legais e ilegais de SAMCRO.

## Sinopse
Em retaliação pela morte de Veronica Pope (namorada de Laroy e filha do poderoso chefão de Oakland, Damon Pope), os Niners atacam a SAMCRO e emboscam um carregamento de carga. Com a morte de Piney Winston e o crescente conflito entre os Niners e a SAMCRO, juntamente com várias invasões a residências de pessoas ligadas ao clube, Jax é obrigado a se encontrar com Damon Pope para lidar com uma nova ameaça, diferente de qualquer coisa que a SAMCRO já tenha enfrentado.

## Elenco e personagens

### Elenco principal
- Charlie Hunnam como Jackson "Jax" Teller
- Katey Sagal como Gemma Teller Morrow
- Ron Perlman como Clarence "Clay" Morrow
- Mark Boone Junior como Robert "Bobby Elvis" Munson
- Dayton Callie como Wayne Unser
- Kim Coates como Alex "Tig" Trager
- Tommy Flanagan como Filip "Chibs" Telford
- Ryan Hurst como Harry "Opie" Winston
- Theo Rossi como Juan-Carlos "Juice" Ortiz
- Maggie Siff como Tara Knowles-Teller

### Convidados especiais
- Jimmy Smits como Nero Padilla
- Rockmond Dunbar como Tenente Eli Roosevelt
- Harold Perrineau como Damon Pope
- Benito Martinez como Luis Torres
- Danny Trejo como Romero "Romeo" Parada
- Drea de Matteo como Wendy Case
- Donal Logue como Lee Toric
- Walton Goggins como Venus Van Dam
- Sonny Barger como Lenny "The Pimp" Janowitz

### Elenco recorrente
- David LaBrava como Happy Lowman
- Christopher Douglas Reed como Philip "Filthy Phil" Russell
- Chuck Zito como Frankie Diamonds
- Michael Marisi Ornstein como Chuck Marstein
- Winter Ave Zoli como Lyla Winston
- Chris Browning como GoGo
- Kurt Yaeger como Greg "The Peg"
- Wanda De Jesus como Carla
- Niko Nicotera como George "Ratboy" Skogstorm
- Billy Brown como August Marks
- Reynaldo Gallegos como Fiasco
- McNally Sagal como Margaret Murphy
- Kurt Sutter como "Big" Otto Delaney
- Robin Weigert como Ally Lowen
- Walter Wong como Chris "V-Lin" Von Lin
- Merle Dandridge como Rita Roosevelt
- Jeff Kober como Jacob Hale Jr.
- Timothy V. Murphy como Galen O'Shay
- Kenneth Choi como Henry Lin
- Emilio Rivera como Marcus Alvarez
- Kristen Renton como Ima
- Michael Beach como T.O. Cross

### Estrelas convidadas
- Rachel Miner como Dawn Trager
- Ashley Tisdale como Emma Jean
- Joel McHale como Warren
- Dave Navarro como Arcadio Nerona
- Mo McRae como Tyler Yost
- Marshall Allman como Devin Price
- Olivia Burnette como Mulher Sem-Teto

## Episódios
| N.º na série | N.º na temp. | Título                                         | Dirigido por          | Escrito por                                 | Exibição original      | Cód. de produção | Audiência (milhões) |
| --- | ------------ | ---------------------------------------------- | --------------------- | ------------------------------------------- | ---------------------- | ---------------- | ------------------- |
| 54 | 1            | "Sovereign" "(Soberano)" (BR)                  | Paris Barclay         | Kurt Sutter                                 | 11 de setembro de 2012 | 5WAB01           | 5.37                |
| O governo de Jax tem um começo instável depois que os Niners atacam uma das cargas de armas da SAMCRO. Gemma faz uma nova aliada durante uma noite de bebedeira. Tara, irritada, tem dificuldades em assumir seu papel de rainha e mãe. Clay tenta voltar ao bom caminho do clube revelando parte da verdade sobre a morte de Piney. Damon Pope e sua gangue se vingam de Tig de forma chocante. Opie rejeita a oferta de Jax para sentar à mesa. Uma série de invasões domiciliares abala Charming, especialmente um desavisado Unser. |              |                                                |                       |                                             |                        |                  |                     |
| 55 | 2            | "Authority Vested" "(Autoridades)" (BR)        | Peter Weller          | Regina Corrado                              | 18 de setembro de 2012 | 5WAB02           | 4.17                |
| Jax e Chibs se escondem no bordel de Nero, enquanto planejam seu próximo movimento. Tig e o clube procuram Fawn em Oakland. Clay toma uma atitude que surpreende Bobby e Opie. Em meio ao caos, Jax e Tara fazem uma rápida cerimônia de casamento. Nero começa a desenvolver uma aliança com Jax e um relacionamento com Gemma. |              |                                                |                       |                                             |                        |                  |                     |
| 56 | 3            | "Laying Pipe" "(Manobras)" (BR)                | Adam Arkin            | Kem Nunn & Liz Sagal & Kurt Sutter          | 25 de setembro de 2012 | 5WAB03           | 3.80                |
| Enquanto Jax, Chibs, Tig e Opie lutam para sobreviver durante o tempo na cadeia, Bobby descobre de Luis que o cartel está procurando uma opção alternativa. Gemma procura uma fonte improvável enquanto Tara continua a afastar Thomas e Abel dela. Enquanto isso, Clay usa o serviço de acompanhantes de Nero para provocar Gemma. Damon Pope impõe suas condições a Jax, o que pode mudar completamente a dinâmica da SAMCRO. |              |                                                |                       |                                             |                        |                  |                     |
| 57 | 4            | "Stolen Huffy" "(O Velório)" (BR)              | Paris Barclay         | Chris Collins                               | 2 de outubro de 2012   | 5WAB04           | 4.60                |
| A polícia invade o bordel de Nero, deixando-o e Carla sem um espaço de escritório. Enquanto isso, Jax e Chibs tentam proteger a escolta que os Biz Lats acreditam ser responsável. Wendy tenta chegar a um acordo honesto com Tara, enquanto Gemma toma uma atitude para trazer Tara de volta para o seu lado. Jax vê uma oportunidade de levar o clube a uma nova direção. O velório de Opie é realizado, com todos os membros do SAMCRO presentes. |              |                                                |                       |                                             |                        |                  |                     |
| 58 | 5            | "Orca Shrugged" "(Seguindo em Frente)" (BR)    | Gwyneth Horder-Payton | Regina Corrado & Kurt Sutter                | 9 de outubro de 2012   | 5WAB05           | 4.34                |
| O clube vota pela entrada no negócio de acompanhantes com Nero. Enquanto isso, Jax começa a construir pontes ao colocar o desenvolvimento Charming Heights de Jacob Hale de volta aos trilhos. A reunião entre os Gallindo e os Irish Kings finalmente acontece. Gemma confronta seu filho sobre seu relacionamento com Nero. A esposa de Roosevelt é acidentalmente baleada quando é empurrada para o chão durante um assalto em sua casa. Uma prostituta transgênero faz um favor para o SAMCRO. |              |                                                |                       |                                             |                        |                  |                     |
| 59 | 6            | "Small World" "(Mundo Pequeno)" (BR)           | Adam Arkin            | Roberto Patino                              | 16 de outubro de 2012  | 5WAB06           | 4.03                |
| Damon Pope faz uma oferta a Jax para transportar mais drogas, reunindo os Niners, a tríade de Lin e os Mayans em um pacto desconfortável. Enquanto Roosevelt espera a identificação do DNA encontrado sob as unhas de Rita, ele jura vingança contra o SAMCRO se eles forem considerados culpados. Gemma é forçada a pedir ajuda a Clay depois que Carla termina seu relacionamento com Nero de maneira sangrenta. Jax descobre a identidade do oficial da prisão do Condado que levou Opie à morte. Unser percebe a verdade sobre seu relacionamento com Gemma. Tara tenta convencer Otto a reverter seu testemunho contra o clube. Clay enfrenta outro revés. |              |                                                |                       |                                             |                        |                  |                     |
| 60 | 7            | "Toad's Wild Ride" "(Caminhos Perigosos)" (BR) | Peter Weller          | Kurt Sutter & Chris Collins                 | 23 de outubro de 2012  | 5WAB07           | 4.30                |
| Conforme Jax e o clube começam a juntar as peças sobre a série de invasões de residências, os Nomads se apressam para sair de Charming antes de serem descobertos. Enquanto isso, Jax é forçado a limpar a bagunça de sua mãe. Clay usa Juice e Unser para resolver algumas pendências. A confiança de Jax em Pope fica ainda mais abalada quando dois membros de gangues negras o atacam, juntamente com Chibs. Tara dá a Gemma uma última chance de estar presente na vida de seus filhos, o que termina em tragédia quando Gemma sofre um acidente de carro enquanto dirige com as crianças. |              |                                                |                       |                                             |                        |                  |                     |
| 61 | 8            | "Ablation" "(Ablação)" (BR)                    | Karen Gaviola         | Mike Daniels                                | 30 de outubro de 2012  | 5WAB08           | 4.58                |
| Na sequência do acidente de carro de Gemma, Clay e Nero adotam abordagens diferentes para ajudá-la a sair do problema com Jax e Tara: Clay mente para Jax sobre o acidente, enquanto Nero a aconselha a contar a verdade. Os Sons tentam descobrir quem está por trás do ataque a Jax e Chibs. Eles encontram Frankie, que confessa que Clay estava por trás disso, mas ele escapa sob a mira de uma arma com o dinheiro de Nero. Nero obtém permissão de Jax para voltar a ficar com Gemma. Clay pressiona Juice, que finalmente revela todos os segredos que escondeu do clube. Em troca, Clay conta a ele sobre seu envolvimento nos ataques dos Nomads. Jax descobre que Gemma estava sob efeito de maconha enquanto dirigia, e Tara a bane depois de agredi-la. Enquanto isso, Roosevelt promete contar a Jax o nome do informante que está fornecendo informações para o caso RICO, em troca de Frankie Diamonds. Jax elabora um plano para prender Clay, que inclui manipular Gemma, que é a fraqueza de Clay, e Jax diz a Gemma que, se ela quiser recuperar a confiança da família, terá que se aproximar de Clay e descobrir seus segredos sujos.                                                          |              |                                                |                       |                                             |                        |                  |                     |
| 62 | 9            | "Andare Pescare"                               | Billy Gierhart        | Liz Sagal & Kurt Sutter                     | 6 de novembro de 2012  | 5WAB09           | 3.96                |
| Jax e o clube partem em busca de Frankie Diamonds, enquanto Clay e Juice seguem sua própria pista em uma corrida para chegar até ele primeiro. Clay e Juice descobrem que Frankie buscou a proteção de seus antigos aliados da Máfia. O clube vota pela expulsão e execução de Frankie, mas Jax diz a Bobby que não podem matá-lo e explica o acordo com Roosevelt. Durante a viagem em busca de Frankie, Clay manipula Juice para ir atrás de Frankie por conta própria. Nero leva Gemma para conhecer seu filho deficiente. Clay e Juice encontram Frankie primeiro, mas Jax chega antes que Clay possa matá-lo. No entanto, a Máfia mata Frankie quando vê que ele matou o Mafioso encarregado de protegê-lo. Gemma e Nero têm um momento emocionante quando ele enterra sua meia-irmã Carla. Tara consegue mais do que esperava quando faz uma segunda tentativa de convencer Otto a retirar sua declaração no caso RICO. Após obter as garantias de Tara sobre a oferta de Jax, Gemma dá o primeiro passo para se aproximar de Clay. Jax mostra a Roosevelt o corpo de Frankie e, em troca, ele obtém a confirmação sobre o membro do clube que falou com a polícia. O episódio termina com Jax seguindo Juice. |              |                                                |                       |                                             |                        |                  |                     |
| 63 | 10           | "Crucifixed" "(Crucificado)" (BR)              | Guy Ferland           | Kem Nunn                                    | 13 de novembro de 2012 | 5WAB10           | 4.58                |
| Após confrontar Juice sobre sua traição ao clube, Jax oferece a ele um caminho para redenção. Vingar a morte de Opie se mostra difícil quando um dos perpetradores é encontrado sob a proteção dos Grim Bastards, levando a um desentendimento entre Jax e Bobby. Enquanto Gemma tenta se aproximar de Clay, Tara faz um último favor para Otto, com resultados sangrentos. |              |                                                |                       |                                             |                        |                  |                     |
| 64 | 11           | "To Thine Own Self" "(Ordem na Casa)" (BR)     | Paris Barclay         | Mike Daniels & John Barcheski & Kurt Sutter | 20 de novembro de 2012 | 5WAB11           | 4.23                |
| Jax se apressa para resolver seus assuntos, enquanto Nero lida com os negócios com sua antiga equipe. |              |                                                |                       |                                             |                        |                  |                     |
| 65 | 12           | "Darthy" "(Malévolo)" (BR)                     | Peter Weller          | Chris Collins & Kurt Sutter                 | 27 de novembro de 2012 | 5WAB12           | 4.25                |
| Jax faz arranjos para levar o clube em uma direção diferente. Os irlandeses sequestram Wendy, e Nero dá a Jax os $450.000 necessários para resgatá-la. Jax injeta Wendy com um speedball, na tentativa de impedi-la de buscar a custódia de Abel. |              |                                                |                       |                                             |                        |                  |                     |
| 66 | 13           | "J'ai Obtenu Cette" "(Um Dia Daqueles)" (BR)   | Kurt Sutter           | Kurt Sutter & Chris Collins                 | 4 de dezembro de 2012  | 5WAB13           | 4.66                |
| Clay e Juice estão empacotando a casa de Clay em preparação para a mudança de Clay para a Irlanda. Jax faz um novo acordo ao se livrar de problemas antigos. Jax e Tig matam Pope e incriminam Clay pelo assassinato com a ajuda de Juice e Gemma. Depois de matar Pope, Jax mantém seus negócios em andamento com o segundo em comando de Pope, August Marks. Bobby descobre o que Jax fez e o confronta, e mais tarde deixa seu patch de vice-presidente na mesa. Tara é presa por conspiração para cometer assassinato. Gemma chega à casa de Jax para consolá-lo. |              |                                                |                       |                                             |                        |                  |                     |

## Produção
Embora Sons of Anarchy se passe no Vale Central da Califórnia do Norte (com algumas cenas na Área da Baía), foi filmado principalmente no Estúdio Occidental, Fase 5A, em North Hollywood. Os principais cenários localizados lá incluíam o clube, o Hospital St. Thomas e a casa de Jax. As salas de produção do estúdio utilizadas pela equipe de roteiristas também serviam como delegacia de Charming. Cenas externas eram frequentemente filmadas nas proximidades de Sun Valley, Acton, Califórnia, e Tujunga.
No seu canal do YouTube, Sutterinksoa, Kurt Sutter afirmou que começou a escrever os roteiros dos episódios um e dois da quinta temporada de Sons of Anarchy já no dia 1º de março de 2012. Também foi anunciado que Chuck Zito se juntaria ao elenco de Sons como um nômade viajando por Charming. Outra adição ao elenco anunciada para a quinta temporada é Jimmy Smits. Smits, conhecido por seu trabalho em L.A. Law, NYPD Blue, The West Wing e Dexter, interpretará um proprietário de serviço de acompanhantes e ex-membro de uma gangue latina que se torna mentor de Jax. Harold Perrineau se juntou ao elenco em maio como o vilão Damon Pope.

## Recepção
A quinta temporada recebeu críticas favoráveis e tem uma classificação de 72 no Metacritic.